# استفان شوارتزمن
استفان شوارتزمن (به انگلیسی: Stephen Schwarzman) (زاده ۱۴ فوریه ۱۹۴۷) کارآفرین، بانکدار، سرمایه‌دار و مدیر اجرایی آمریکایی است، که در سال ۱۹۸۵ با مشارکت پیتر جورج پیترسون شرکت بلک‌استون را تأسیس کرد.
وی هم‌اکنون به‌عنوان مدیرعامل و رییس هیئت مدیره شرکت بلک‌استون فعالیت می‌نماید. شوارتزمن در سال ۲۰۱۳ با دارایی خالص ۷٫۷ میلیارد دلار، در فهرست فوربز ۴۰۰ در رتبه ۵۴ از ثروتمندترین افراد آمریکا قرار داشت. وی در حال حاضر با دارایی خالص ۱۰٫۷ میلیارد دلار، در رتبه ۱۱۵ از فهرست ثروتمندترین افراد جهان قرار دارد. شوارتزمن هم‌اکنون ریاست فوروم استراتژیک و خط‌مشی رئیس‌جمهور ترامپ را نیز برعهده دارد.